# Alexander Heinrich Alef
Alexander Heinrich Alef (né le 2 février 1885 à Cologne, mort le 16 février 1945 au camp de concentration de Dachau) est un prêtre catholique allemand.

## Biographie
Ses parents sont Anton Alef, directeur des opérations dans l'usine de céramiques Ludwig Wessel à Bonn et Anna Romains. Alef grandit à Bonn. Le 1er août 1909, il est ordonné prêtre par le cardinal Anton Hubert Fischer dans la chapelle du séminaire de Cologne (de).
Il sert d'abord le 15 octobre 1909 comme aumônier à Fliesteden, puis à partir du 21 février 1910 comme recteur à l'hôpital Saint-Antoine de Bayenthal. À partir du 14 octobre 1910, il est vicaire à Gerderath et à partir du 2 septembre 1914 comme recteur à Delhoven. En 1915, il tombe si gravement malade qu'il est libéré de sa charge. En 1920, il devient aumônier au monastère Saint-Joseph de Zündorf et trois ans plus tard, le 8 mai 1923, il devient recteur à Holtorf. Cependant, le 12 novembre 1925, il est temporairement mis à la retraite en raison de problèmes de santé. Le 20 octobre 1930, il devient prêtre à Sievernich sur la base d'un mandat apostolique de l'archevêque de Cologne.
À partir de 1933, les difficultés avec le nouveau régime nazi commencent à Sievernich, qui compte alors 368 habitants. Alef refuse d'assister aux rassemblements au monument aux morts. À l'automne 1934, Alef refuse la demande du fils de Ferdinand Keill, alors maire de Vettweiß, car le serment d'allégeance aux Jeunesses hitlériennes n'est pas une messe. Il est dénoncé à plusieurs reprises au NSDAP local et inculpé par les autorités, mais n'est jamais condamné. Enfin, le 17 octobre 1934, le président du district écrit une lettre au supérieur d'Alef pour demander sa mutation. Le 23 novembre 1935, son habilitation à l'enseignement religieux est retirée et à partir de ce moment il est refusé aux réunions officielles. Dans un sermon du dimanche en septembre 1943, Alef demande aux enfants de suivre des cours religieux lors de l'assemblée des JH. La Gestapo vient deux jours plus tard, interroge les enfants et fouille le presbytère. Deux jours plus tard, Alef est interdit d'exercer et expulsé du diocèse d'Aix-la-Chapelle. Il trouve refuge dans l'abbaye de Marienstatt (de), mais doit se présenter régulièrement à la police. En décembre 1943, il doit quitter l'abbaye et se rend au couvent des Cellites Sainte-Gertrude (de) à Niederau près de Düren, où il doit également se présenter à la police locale. Le médecin-chef de l'hôpital (de) de Birkesdorf lui écrit plusieurs fois et offre à Alef un abri à sa mère dans un pays étranger, mais Alef refuse toute aide. En février 1944, Alef est finalement arrêté par la Gestapo et conduit à la prison d'Aix-la-Chapelle. Il est amené au camp (de) du parc des expositions de Cologne début septembre puis déporté au camp de concentration de Buchenwald le 16 septembre 1944, avec d'autres internés tels que Josef Baumhoff (de), Otto Gerig, Joseph Roth et Peter Schlack (de), et est le prisonnier numéro 81347. Il tient des neuvaines auprès d'eux.
Alef est à l'infirmerie du camp de concentration à partir du 3 octobre 1944 en raison de diarrhée, son poids est de 48 kg. Il était là le 30 octobre 1944 par le SS-Hauptsturmführer Dr. Gerhard Schiedlausky l'opère (résection du rectum de 6 cm) sous anesthésie locale. Alef est à l'hôpital de Buchenwald jusqu'au 29 décembre 1944 puis sort pour être déporté au camp de concentration de Dachau.
Le 6 janvier 1945, il arrive avec 46 autres prêtres dans le camp, où il reçoit le numéro 137367 et l'adresse postale : 136 Dachau 3. K Block 17/4. Il meurt le 16 février 1945 et son corps est brûlé dans le crématorium du camp.
L'Église catholique allemande a inscrit Alexander Heinrich Alef dans son martyrologe du XXe siècle.